# Gorodisxe (Penza)
Gorodisxe - Городище (rus) - és una ciutat de l'óblast de Penza, a Rússia. Es troba a la vora del riu Iulovka, un afluent del Surà, a 47 km a l'est de Penza i a 591 km al sud-est de Moscou.
L'origen de Gorodisxe es remunta als anys 1670 quan s'hi construí una fortalesa contra les incursions dels nòmades. Fou destruïda pels habitants de les estepes, i reconstruïda el 1681. Al costat de la fortalesa s'hi desenvoluparen els pobles cosacs de Dmitríevskaia i Bogoiavlénskaia. A mitjan segle xviii els dos pobles s'uniren i adoptaren el nom de Rogotxkino, que el 1780 obtingué l'estatus de ciutat i el nom actual de Gorodisxe.